# Achternock
Der Achternock (2667 m s.l.m., auch Sagernock, italienisch Cima delle Otto) ist ein Gipfel im westlichen Teil der Rieserfernergruppe. Er befindet sich südlich des Reintals an der Einmündung des Geltals im Südtiroler Naturpark Rieserferner-Ahrn. Der Achternock stellt den nördlichen Endpunkt des Kamms dar, der das Geltal im Westen begrenzt. Dieser Kamm zweigt am Kleinen Rauchkofel vom Hauptkamm der Rieserfernergruppe ab und verläuft durchweg fast genau in nördlicher Richtung. Nördlich des Achternocks ist mit dem Putzernock (2566 m) ein weiterer Gipfelpunkt verzeichnet, der aber lediglich eine Gratkante darstellt. Von Sand in Taufers zeigt sich der Achternock als markante Pyramide im Westen oberhalb des Reintals.
Die erste dokumentierte Besteigung des früher Sagernock genannten Achternocks erfolgte am 12. Juli 1878 durch Rudolf Seyerlen unter der Führung von Johann Niederwieser, genannt Stabler.

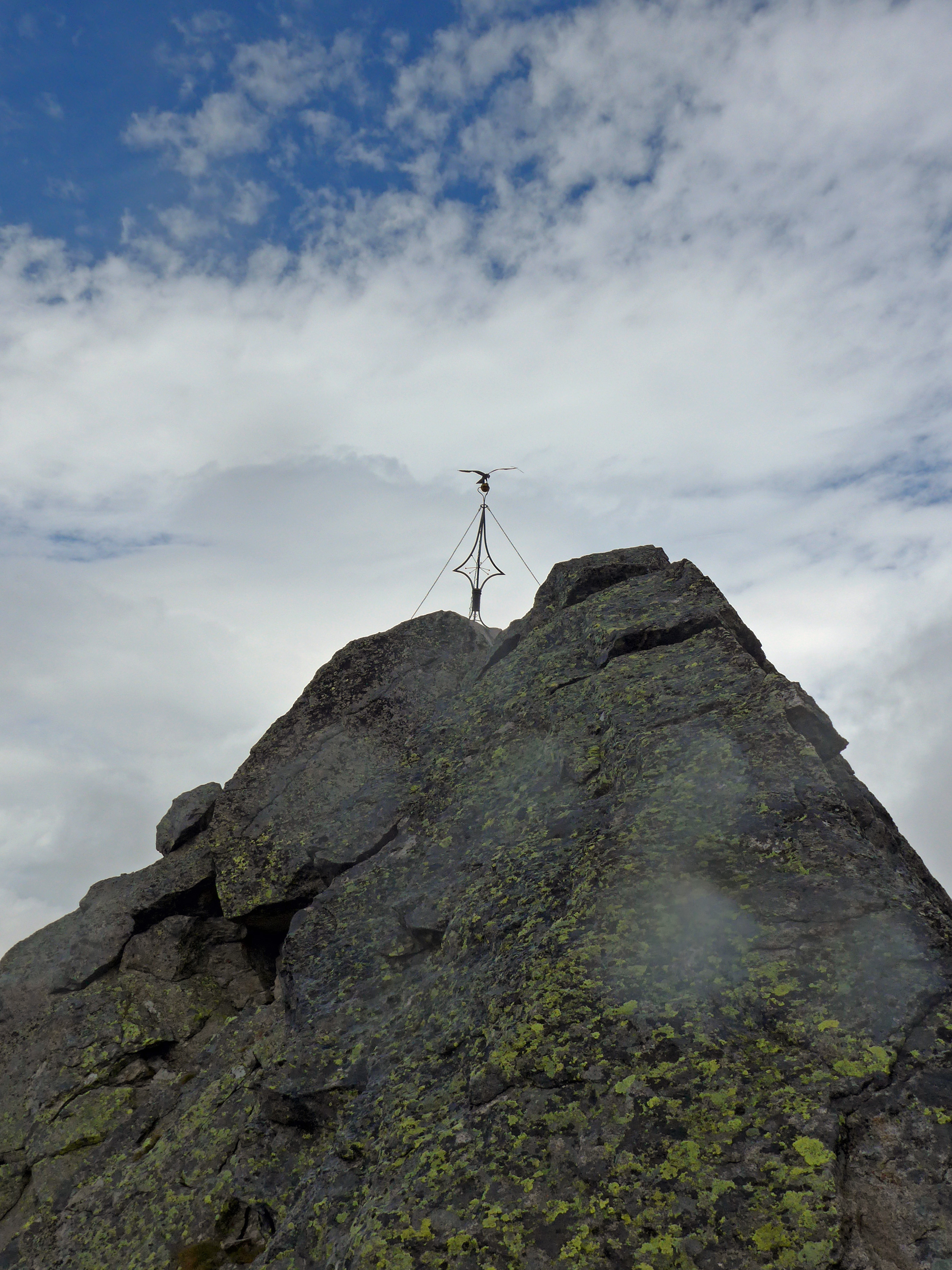
Gipfelfelsen und -kreuz des Achternock von Süden

Auf dem Gipfel befindet sich ein Gipfelkreuz, auf dessen Spitze eine Nachbildung eines Adlers gesetzt wurde.

## Anstiegsmöglichkeiten
Der einfachste Anstieg führt von Südwesten von der Äußeren Geltalalm (1995 m), die man in etwa einer Stunde aus dem Reintal erreicht, auf Pfadspuren in südwestlicher Richtung bis unter den Südgrat des Berges. Den Grat gewinnt man an geeigneter Stelle im flacheren Teil südlich des Gipfels. Über den Grat, teilweise in die Flanken ausweichend, gelangt man in leichter Kletterei (UIAA I) bis zum Gipfelfelsen. Diesen umgeht man etwas ausgesetzt an der Ostseite und gelangt zuletzt über eine etwas schwierigere Kletterstelle (UIAA II) von Norden zum Gipfel.